# Mistrzostwa Polski w Judo 2004
48. edycja Mistrzostw Polski w judo odbyła się w dniach 23 – 24 października 2004 roku w Warszawie bez kategorii open w której mistrzostwa rozegrano w dniu 14 listopada w Bytomiu.

## Medaliści 48 mistrzostw Polski

### Kobiety
| Konkurencja: | Złoto:                                      | Srebro:                              | Brąz:                                                                            |
| 48 kg        | Katarzyna Pułkośnik UKS Narew Łapy          | Agnieszka Zabrocka AZS AWF Wrocław   | Sandra Gruszczyńska Gwardia Warszawa Kinga Kubicka AZS Kielce                    |
| 52 kg        | Barbara Bukowska MKS Czechowice-Dziedzice   | Iwona Machałek AZS AWFiS Gdańsk      | Małgorzata Kamińska AZS AWF Warszawa Monika Dikow Gwardia Bielsko-Biała          |
| 57 kg        | Inga Gołaszewska Gwardia Warszawa           | Monika Cabaj AZS AWFiS Gdańsk        | Anna Kras AZS AWF Wrocław Małgorzata Bielak AZS AWFiS Gdańsk                     |
| 63 kg        | Aneta Szczepańska UKS Olimpijczyk Włocławek | Monika Grochola AZS AWF Wrocław      | Weronika Rainczuk Czarni Bytom Beata Wolska AZS AWFiS Gdańsk                     |
| 70 kg        | Adriana Dadci AZS AWFiS Gdańsk              | Magdalena Braun Gwardia Bydgoszcz    | Paulina Rainczuk AZS AWFiS Gdańsk Beata Rainczuk Czarni Bytom                    |
| 78 kg        | Barbara Wójcicka Błękitni Tarnów            | Agnieszka Czepukojć AZS AWFiS Gdańsk | Katarzyna Białkowska Start Skierniewice Agnieszka Chlipała Gwardia Bielsko-Biała |
| +78 kg       | Małgorzata Górnicka AZS AWF Wrocław         | Urszula Sadkowska UKS Rekord Olsztyn | Agnieszka Szymura Polonia Rybnik Magdalena Kozioł AZS AWFiS Gdańsk               |
| open         | Urszula Sadkowska UKS Rekord Olsztyn        | Magdalena Kozioł AZS AWFiS Gdańsk    | Beata Rainczuk Czarni Bytom Irena Blicharz AZS AWF Wrocław                       |

### mężczyźni
| Konkurencja: | Złoto:                                | Srebro:                           | Brąz:                                                                          |
| 60 kg        | Maciej Kostrzewa AZS AWF Warszawa     | Dariusz Świercz Śląsk Wrocław     | Kamil Sułek Gwardia Warszawa Artur Kłys Wisła Kraków                           |
| 66 kg        | Tomasz Adamiec UKJ Ryś Warszawa       | Jakub Bułka Gwardia Opole         | Michał Kubieniec MKS Czechowice Dziedzice Tomasz Kręcielewski Gwardia Warszawa |
| 73 kg        | Krzysztof Wiłkomirski AZS UW Warszawa | Robert Trędowski Gwardia Warszawa | Grzegorz Trędowski Gwardia Warszawa Piotr Rudkowski Gwardia Opole              |
| 81 kg        | Łukasz Bałanda AZS UW Warszawa        | Andrzej Karwacki AZS AWF Wrocław  | Łukasz Błach Gwardia Wrocław Adam Zajkowski WOSW Warszawa                      |
| 90 kg        | Bronisław Wołkowicz AZS Gliwice       | Jacek Kuźmiński Gwardia Opole     | Patryk Janik Śląski Wrocław Przemysław Matyjaszek Czarni Bytom                 |
| 100 kg       | Paweł Sitarski Gwardia Warszawa       | Paweł Smoliniec AZS AWFiS Gdańsk  | Przemysław Jaroszewski Gwardia Warszawa Jarosław Ciemieniewski Gwardia Łódź    |
| +100 kg      | Janusz Wojnarowicz Czarni Bytom       | Grzegorz Eitel Gwardia Warszawa   | Józef Smoter Śląsk Wrocław Ireneusz Kwieciński AZS Gliwice                     |
| open         | Przemysław Matyjaszek Czarni Bytom    | Janusz Wojnarowicz Czarni Bytom   | Robert Krawczyk Czarni Bytom Józef Rainczuk Czarni Bytom                       |